# Campeonato Sul-Americano de Clubes Campeões de Basquete Masculino de 1953
A 2ª edição do Campeonato Sul-Americano de Clubes Campeões de Basquete Masculino foi realizada entre 12 e 21 de dezembro de 1953, tendo a cidade de Antofagasta no Chile como sede. O torneio foi organizado pela Associação de Basquete de Antofagasta em celebração ao seu aniversário de 25 anos.
Houve um tríplice empate na 1ª colocação entre Flamengo, Seleção da Província de Santa Fé e Olimpia, que foram declarados campeões pela Consubasquet.

## Participantes
| Equipe                       | País      |
| ---------------------------- | --------- |
| Atlético Bilis               | Peru      |
| Flamengo                     | Brasil    |
| Liga Deportiva Universitaria | Equador   |
| Olimpia                      | Paraguai  |
| Palestino                    | Chile     |
| Paysandú                     | Uruguai   |
| Seleção de Antofagasta       | Chile     |
| Seleção de Santa Fé          | Argentina |

### Jogos
| Data       |             | Placar  |           |
| ---------- | ----------- | ------- | --------- |
| 12/12/1953 | Paysandú    | 34 - 33 | LDU       |
| 12/12/1953 | Bilis       | 37 - 39 | Santa Fé  |
| 12/12/1953 | Flamengo    | 66 - 51 | Olimpia   |
| 13/12/1953 | Olimpia     | 50 - 42 | Paysandú  |
| 13/12/1953 | Antofagasta | 18 - 26 | LDU       |
| 14/12/1953 | Antofagasta | 44 - 58 | Olimpia   |
| 14/12/1953 | LDU         | 36 - 43 | Bilis     |
| 14/12/1953 | Santa Fé    | 64 - 57 | Palestino |
| 15/12/1953 | Olimpia     | 57 - 52 | Santa Fé  |
| 15/12/1953 | Palestino   | 42 - 39 | Bilis     |
| 16/12/1953 | Antofagasta | 54 - 58 | Bilis     |
| 16/12/1953 | Palestino   | 42 - 38 | Paysandú  |
| 16/12/1953 | Flamengo    | 56 - 74 | Santa Fé  |
| 17/12/1953 | Santa Fé    | 61 - 47 | LDU       |
| 17/12/1953 | Antofagasta | 36 - 45 | Flamengo  |
| 17/12/1953 | Olimpia     | 54 - 44 | Palestino |
| 18/12/1953 | Paysandú    | 53 - 42 | Bilis     |
| 18/12/1953 | Antofagasta | 49 - 57 | Santa Fé  |
| 18/12/1953 | LDU         | 42 - 53 | Flamengo  |
| 19/12/1953 | Olimpia     | 65 - 43 | LDU       |
| 19/12/1953 | Antofagasta | 54 - 52 | Palestino |
| 19/12/1953 | Flamengo    | 76 - 64 | Paysandú  |
| 20/12/1953 | Paysandú    | 47 - 54 | Santa Fé  |
| 20/12/1953 | Palestino   | 56 - 50 | LDU       |
| 20/12/1953 | Flamengo    | 57 - 36 | Bilis     |
| 21/12/1953 | Bilis       | 46 - 50 | Olimpia   |
| 21/12/1953 | Flamengo    | 43 - 32 | Palestino |
| 21/12/1953 | Antofagasta | 38 - 45 | Paysandú  |

OBS: Em virtude do atraso da chegada do Palestino ao torneio, alguns jogos tiveram que ser remarcados. O campeonato que começaria no dia 11/12/1953 teve que começar no dia seguinte. Inicialmente, o campeonato seria concluído no dia 22/12/1953, porém foi antecipado em um dia após o cancelamento do descanso previsto para o dia 17/12/1953 a pedido das delegações estrangeiras. Após a conclusão do torneio, dirigentes do Flamengo afirmaram que as três equipes campeãs tinham muito interesse na realização de um triangular em janeiro de 1954 para ver quem era a melhor. Entretanto, esse triangular não aconteceu.

### Classificação Final
| Pos | Times                  | Pts | J | V | D | Pts+ | Pts- | Dif |
| --- | ---------------------- | --- | - | - | - | ---- | ---- | --- |
| 1   | Flamengo               | 13  | 7 | 6 | 1 | 396  | 335  | +61 |
| 1   | Seleção de Santa Fé    | 13  | 7 | 6 | 1 | 401  | 350  | +51 |
| 1   | Olimpia                | 13  | 7 | 6 | 1 | 385  | 337  | +48 |
| 4   | Palestino              | 10  | 7 | 3 | 4 | 323  | 335  | -12 |
| 4   | Paysandú               | 10  | 7 | 3 | 4 | 325  | 341  | -16 |
| 6   | Atlético Bilis         | 9   | 7 | 2 | 5 | 301  | 331  | -30 |
| 7   | LDU                    | 8   | 7 | 1 | 6 | 293  | 341  | -48 |
| 7   | Seleção de Antofagasta | 8   | 7 | 1 | 6 | 277  | 330  | -53 |

|  |          |
|  | Campeões |

| Campeonato Sul-Americano de Clubes Campeões 1953 | Campeonato Sul-Americano de Clubes Campeões 1953      | Campeonato Sul-Americano de Clubes Campeões 1953 |
| ------------------------------------------------ | ----------------------------------------------------- | ------------------------------------------------ |
| Flamengo Campeão (1° título Sul-Americano)       | Seleção de Santa Fé Campeão (1° título Sul-Americano) | Olimpia Campeão (1° título Sul-Americano)        |